# Lairière
Lairière – gmina we Francji, w regionie Oksytania, w departamencie Aude.
Według danych na rok 1990 gminę zamieszkiwały 32 osoby, a gęstość zaludnienia wynosiła 2 osoby/km² (wśród 1545 gmin Langwedocji-Roussillon Lairière plasuje się na 868. miejscu pod względem liczby ludności, natomiast pod względem powierzchni na miejscu 497.).

## Gospodarka
W 2007 roku wśród 33 osób w wieku produkcyjnym (15–64 lat) 16 były ekonomicznie aktywne, 17 – nieaktywne (wskaźnik aktywności – 48,5%, w 1999 r. było 78,3%). Z 16 aktywnych pracowało 11 osób (7 mężczyzn i 4 kobiety), bezrobotnymi było 5 mężczyzn. Wśród 17 nieaktywnych 2 osoby były uczniami lub studentami, 7 – emerytami, 8 były nieaktywne z innych powodów.